# RC Haïtien
RC Haïtien ist ein haitianischer Fußballverein aus Port-au-Prince. Der Verein ist mit zehn Meistertiteln der Rekordmeister Haïtis. 1963 gelang zudem der Sieg im CONCACAF Champions Cup.

## Erfolge
- Ligue Haïtienne: 3

Saison 1971, 2003, 2014
- Ligue Haïtienne: 10

1938, 1941, 1946, 1947, 1954, 1958, 1962, 1969, 2000, 2002 (Clôture)
- Coupe d’Haïti: 2

1941, 1944
- CONCACAF Champions League: 1

1963

## CONCACAF-Wettbewerbe

### CONCACAF Champions’ Cup
Der Verein nahm sechsmal am CONCACAF Champions’ Cup teil.
- 1963 – CONCACAF-Champions-Cup-Sieger
- 1967 – Erste Runde (Karibik) – Gruppenphase – 5. Platz – 2 Punkte (Runde 1 von 3)
- 1970 – Ergebnisse nicht bekannt
- 1975 – Ergebnisse nicht bekannt
- 1978 – Erste Runde (Karibik) – Gegen  Pele FC mit insgesamt 4:2 verloren  (Runde 1 von 4)
- 1981 – Zweite Runde (Karibik) – Gegen  US Marinoise mit insgesamt 4:3 verloren (Runde 2 von 7)

### CFU Club Championship
Der Verein nahm sechsmal an der CFU Club Championship teil.
- 2001 – Zweite Runde – Gruppe A – 2. Platz – 2 Punkte

## Bekannte Spieler
- Arsène Auguste
- Fritz Leandré
- Joseph-Marion Leandré
- Guy Saint-Vil
- Roger Saint-Vil
- Judelin Avesca
- James Marcelin
- Fabrice Noël